# We Are the World 25 for Haiti
We Are the World 25 for Haiti – singel charytatywny wykonany w 2010 roku przez formację Artists for Haiti, którego celem było zebranie pieniędzy na pomoc dla ofiar trzęsienia ziemi na Haiti. Jest to nowa wersja singla We Are the World. Nagranie odbyło się w tym samym studio, co wcześniejsza wersja. Singel nagrano 1 lutego 2010 roku. Premiera utworu odbyła się 12 lutego 2010 podczas relacji z otwarcia zimowych igrzysk olimpijskich w Vancouver.

## Lista wykonawców
Dyrygenci
- Quincy Jones
- Lionel Richie

| Soliści (w kolejności pojawiania się) - Justin Bieber - Nicole Scherzinger - Jennifer Hudson - Jennifer Nettles - Josh Groban - Tony Bennett - Mary J. Blige - Michael Jackson (tylko materiały archiwalne) - Janet Jackson - Barbra Streisand - Miley Cyrus - Enrique Iglesias - Jamie Foxx - Wyclef Jean - Adam Levine - P!nk - BeBe Winans - Usher - Celine Dion - Orianthi (na gitarze) - Fergie - Nick Jonas - Toni Braxton - Mary Mary - Isaac Slade - Lil Wayne - Carlos Santana (solo gitary) - Akon - T-Pain - LL Cool J - Will.i.am - Snoop Dogg - Busta Rhymes - Swizz Beatz - Iyaz - Kanye West Chór - Patti Austin - Bizzy Bone - Ethan Bortnick - Jeff Bridges - Zac Brown - Brandy - Kristian Bush - Natalie Cole - Harry Connick Jr. - Hayden Panettiere - Kid Cudi - Faith Evans - Melanie Fiona - Sean Garrett - Tyrese Gibson - Anthony Hamilton - Il Volo - Keri Hilson - Julianne Hough - India.Arie - Randy Jackson - Taj Jackson - Taryll Jackson - TJ Jackson - Al Jardine - Jimmy Jean-Louis - Joe Jonas - Kevin Jonas - Gladys Knight - Benji Madden - Joel Madden - Katharine McPhee - Jason Mraz - Mýa - Freda Payne - A.R. Rahman - Raphael Saadiq - Trey Songz - Musiq Soulchild - Jordin Sparks - Robin Thicke - Alex Williams - Rob Thomas - Vince Vaughn - Geri Halliwell - Ann Wilson - Brian Wilson - Nancy Wilson |